# Chiesa di San Giorgio in Velabro
La chiesa di San Giorgio in Velabro è un luogo di culto cattolico del centro storico di Roma, situato nel rione Ripa, in via del Velabro.
La chiesa, frutto dell'ampliamento del IX secolo di un precedente edificio diaconale, ed in seguito più volte rimaneggiata, sorge nei pressi del cosiddetto arco di Giano e immediatamente accanto all'arco degli Argentari, nella piazzetta della Cloaca Massima, non lontano dal luogo in cui la leggenda colloca il ritrovamento dei gemelli Romolo e Remo da parte della lupa.
La chiesa, che ricade nel territorio della parrocchia di Santa Maria in Portico in Campitelli, è una rettoria affidata all'ordine della Santa Croce, ed è sede della diaconia di San Giorgio in Velabro, fra i quali cardinali titolari sono annoverati i futuri pontefici Bonifacio IX (1381-1385) e Martino V (1406-1417), nonché il beato Pietro di Lussemburgo (1384-1387, pseudocardinale dell'antipapa Clemente VII) e san John Henry Newman (1879-1890). Essa è inoltre la chiesa stazionale del giovedì dopo le Ceneri, istituita tale da papa Gregorio II (715-731).

## Storia

### Le origini e il medioevo

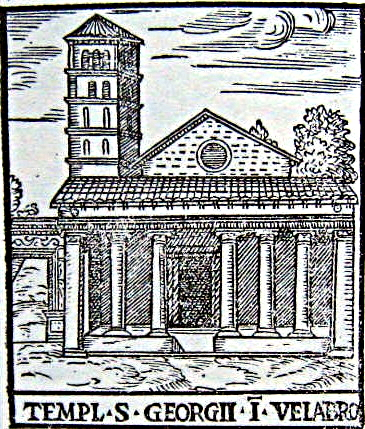
La facciata in un'incisione di Girolamo Francino del 1588: si noti il portico con ancora le sei campate originarie.

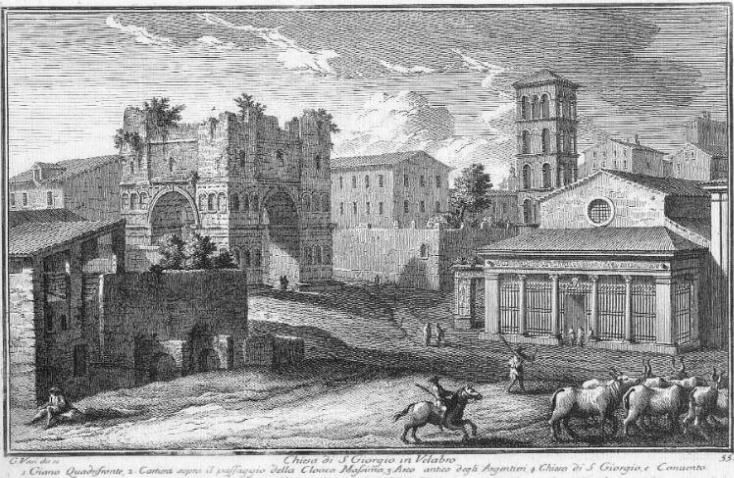
L'arco di Giano e la chiesa di San Giorgio al Velabro in un'incisione di Giuseppe Vasi (1753).

L'area originariamente paludosa del Velabro, dalla quale deriva l'appellativo della chiesa di San Giorgio nelle due varianti "in Velabro" e "al Velabro", secondo l'etimologia proposta da Marco Terenzio Varrone nel De lingua Latina prenderebbe nome dal verbo vehere ("trasportare") o velaturam facere ("traghettare"); in epoca medioevale la sua etimologia fu arbitrariamente cambiata in vellum aureum; nel 1259 è attestata la forma Vellaranum. La zona, che si estendeva a nord-ovest del Palatino ed era contigua al Foro Boario e al vicus Tuscus, sin dall'età repubblicana fu un importante luogo di commercio fino al VI secolo quando, forse in seguito alla grande alluvione del 589, acquisì una vocazione strettamente religiosa ed assistenziale. Nel XVI secolo la chiesa è stata nota come "San Giorgio alla fonte" per la vicinanza con la fonte di acqua minerale, situata nei pressi dell'arco di Giano, che da San Giorgio trae il suo nome.
Le origini della chiesa di San Giorgio non sono ben note. Il più antico documento nel quale si farebbe menzione di essa sarebbe l'Itinerario Salisburgense (620-640), nel quale viene citata una «basilica quæ appellatur sci. Georgii», identificabile con l'edificio preso in esame in quanto, secondo quanto affermato da Richard Krautheimer basandosi su quanto scritto da Christian Hülsen fino a tutto l'alto medioevo, sarebbe stato l'unico in città dedicato al megalomartire (l'agostiniano scalzo Federico di San Pietro, che nel XVIII secolo realizzò una pubblicazione su San Giorgio in Velabro, cita invece una lettera del 590 di Gregorio Magno all'abate Mariniano, riguardante anche una chiesa intitolata a San Giorgio e necessitante di restauri, che lui reputa essere situata in Roma mentre si trovava a Palermo); la precedente iscrizione sepolcrale proveniente dalle catacombe di San Callisto, di Augustus, lector «de Belabru» (datata al 461 o 482) potrebbe riferirsi al domicilio del defunto, oppure ad una qualsiasi chiesa del Velabro. La più antica menzione certa è stata identificata nella biografia di papa Zaccaria (741-752), nella quale si fa riferimento alla traslazione della testa del santo nella «venerabili diaconia eius nomini, sitam in regione secunda, ad Velum aureum» dal complesso lateranense ove era stata rinvenuta. L'intitolazione al martire sarebbe dovuta alla presenza nell'area, abitata da una fiorente colonia greca, di monaci orientali rifugiatisi a Roma per le persecuzioni iconoclaste e monotelite; san Giorgio, inoltre, «era patrono delle milizie bizantine di stanza nei pressi» del Foro Boario.
Quella di San Giorgio, fu una delle prime diaconie, istituite all'epoca di papa Gregorio Magno (590-604) come distaccamenti all'interno del centro abitato dell'«organizzazione centrale di assistenza» sorta nel V secolo all'interno del palazzo del Laterano, il quale all'epoca si trovava in un'area poco abitata. Nascendo come strutture caritative, non erano originariamente destinate al culto e solo in un secondo momento vennero affiancate da un oratorio; la stessa diaconia di San Giorgio sorse all'interno di «un preesistente edificio civile» (erroneamente identificato come la basilica Sempronia, che invece era localizzata nel Foro Romano) «successivamente adattato e trasformato nell'attuale chiesa», il cui nucleo più antico potrebbe risalire agli inizi del III secolo; è stata avanzata l'ipotesi che tale adeguamento sia avvenuto durante il pontificato di Leone II (682-683), indicato nel Liber Pontificalis come colui che avrebbe fondato presso il Velabro una chiesa dedicata ai santi martiri Sebastiano e Giorgio, passo che però secondo Louis Duchesne risulterebbe interpolato dopo il X secolo e dunque non del tutto attendibile. È probabile, come ricostruito da Krautheimer, che l'edificio si presentasse con una «facciata simile a quella di una casa privata», una serie di vani e una cappella absidata in posizione arretrata. Il complesso venne radicalmente restaurato sotto Gregorio IV (827-844), come riportato nel Liber Pontificalis, quando probabilmente venne integralmente convertito in luogo di culto con la realizzazione dell'abside, delle navate laterali, di una nuova sacrestia e della decorazione pittorica interna a fresco. Fu infatti in epoca carolingia che le diaconie, concentrate in particolar modo nell'area compresa tra la Ripa Græca e il Foro Romano, acquisirono un'articolazione costituita da tre componenti: una chiesa monumentale (in luogo del precedente oratorio di modeste dimensioni), un annesso cenobio ove risiedevano i monaci che prestavano servizio, e la diaconia vera e propria deputata alle funzioni assistenziali.
Nel XIII secolo vennero apportate importanti aggiunte alla chiesa, che era una collegiata officiata dal clero diocesano: all'inizio del secolo il priore Stefano [Di] Stella modificò la facciata facendo aprire il rosone e realizzare il portico (aggiunta, quest'ultima, operata nel secolo precedente in diverse chiese della città come Santi Giovanni e Paolo, San Lorenzo in Lucina e Santa Maria Maggiore), mentre è del 1259 la prima testimonianza scritta relativa al campanile; inoltre, nel 1296 o 1297 il cardinale diacono Giacomo Caetani Stefaneschi fece restaurare la chiesa. Tra il 1477 e il 1484 il cardinale Raffaele Sansoni Galeotti Riario fece rifare il tetto.

### Vicende successive

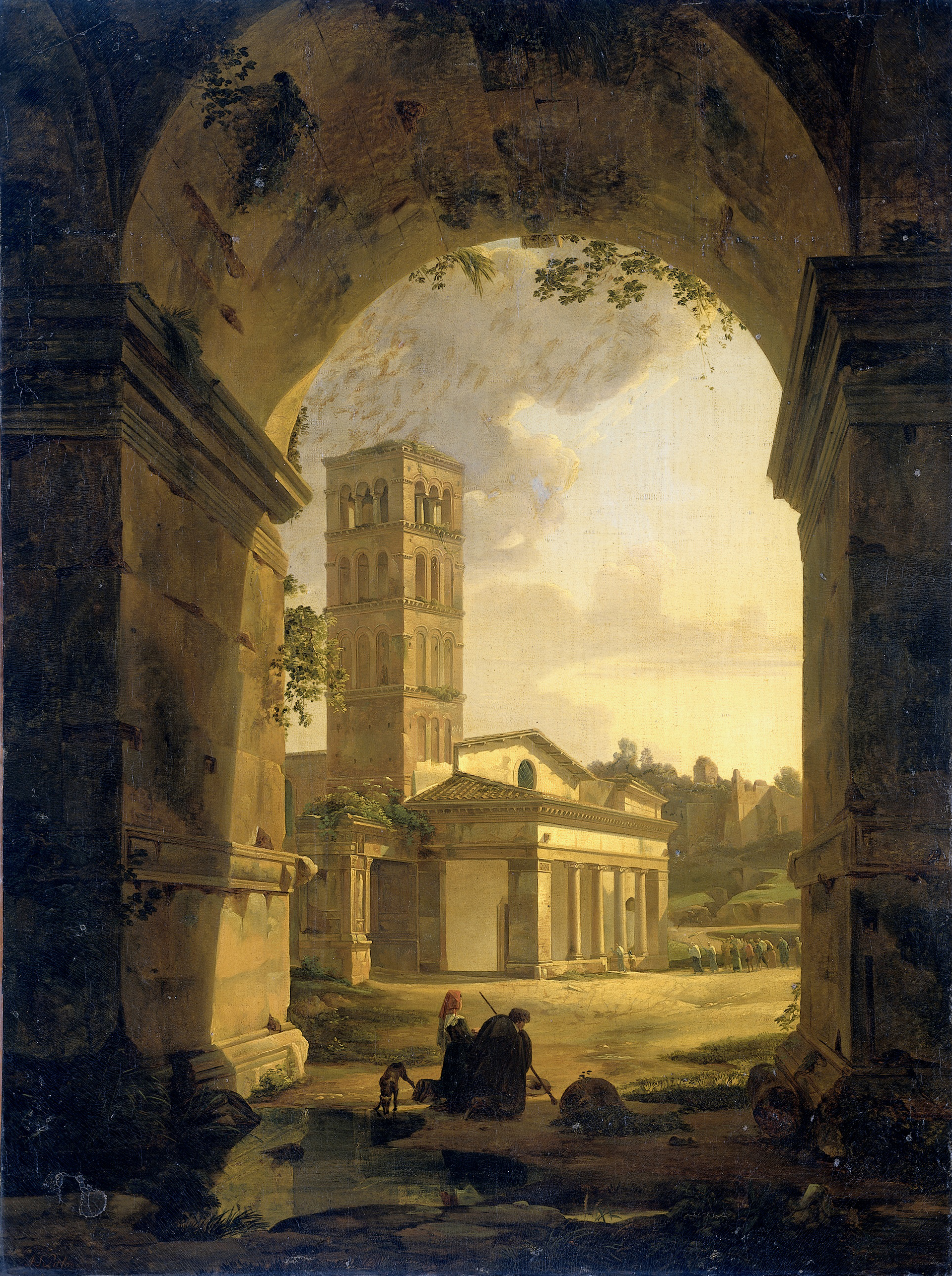
La chiesa vista attraverso l'arco di Giano in un dipinto di Anton Sminck van Pitloo del 1820, con il prospetto antecedente al rifacimento di Giovanni Azzurri.

Nel 1566 papa Pio V visitò la chiesa di San Giorgio e, constatandone lo stato di degrado, donò per ornarla numerose iscrizioni antiche che si trovavano nei palazzi vaticani. In seguito al Concilio di Trento venne riorganizzata l'area presbiterale con la demolizione della schola cantorum; tale operazione venne condotta nell'ambito dei più ampi restauri del 1610-1611, voluti dal cardinale Giacomo Serra; nel 1612 la chiesa venne affidata agli agostiniani, che nel 1730 fecero costruire un nuovo convento attiguo su progetto di Francesco Bianchi. Durante il pontificato di Clemente IX (1667-1668) fu demolita l'ultima campata destra del portico per consentire la costruzione di una nuova sacrestia con accesso indipendente sull'esterno.
Nel 1704 il cardinale diacono Giuseppe Renato Imperiali fece realizzare la cancellata del portico e la decorazione pittorica dell'interno; in particolare, il nuovo soffitto ligneo della navata centrale (posto a copertura delle capriate fino ad allora a vista) venne dipinto da Francesco Civalli e, poiché rovinato da infiltrazioni, fu ridipinto da Benedetto Fabiani nel 1774. Nel 1748 agli agostiniani subentrarono i frati minori conventuali i quali rimasero solo due anni, venendo sostituiti nel 1750 dagli agostiniani scalzi; quest'ultimi lasciarono il complesso nel 1798 per la sua posizione insalubre e le pessime condizioni in cui versavano le strutture. La chiesa, devastata e depredata delle sue suppellettili, venne adibita a magazzino di olio e vino. Dal 1789 al 1820 la stazione quaresimale venne traslata presso la chiesa di Gesù e Maria, retta dagli agostiniani scalzi.
Per tutto il XIX secolo e gli inizi di quello successivo, la chiesa, che nel 1819 venne concessa da papa Pio VII con i locali annessi all'Adunanza dei Giovani di Santa Maria del Pianto e riaperta al culto, fu oggetto di ripetuti restauri ai quali si alternarono periodi di abbandono. Il primo, importante intervento di ripristino venne condotto agli inizi degli anni 1810 sotto la direzione di Filippo Nicoletti e riguardò sia l'esterno (incluso il campanile), sia l'interno; tuttavia già nel 1819 ne dovettero essere eseguiti degli altri, con la realizzazione nel primo intercolumnio della navata di destra, di una nuova sacrestia (alla quale papa Pio VII concesse alcuni marmi provenienti dall'incendiata basilica di San Paolo fuori le mura per ricavarne un lavabo) e la demolizione di parte dell'ex convento. La chiesa fu nuovamente sottoposta a restauro tra il 1820 e il 1824 tramite interventi strutturali e decorativi, con l'edificazione degli archi rampanti sulla navata sinistra per sostenere quella maggiore e del nuovo prospetto su disegno di Giovanni Azzurri. Nel 1828 Giuseppe Valadier intervenne sulle murature perimetrali per contrastare l'umidità, ma l'anno successivo la chiesa risultava chiusa al culto per le sue condizioni precarie e adibita a cantina. I gravi danni causati dalla caduta di un fulmine sul campanile, avvenuta nel 1836, resero necessari nuovi lavori che seguirono un acceso dibattito sull'eventualità di demolire la torre per liberare l'arco degli Argentari, e furono condotti l'anno successivo dall'Azzurri. Un parziale isolamento dell'arco fu messo in atto soltanto nel 1869 in contemporanea ad un nuovo consolidamento del campanile. Papa Pio IX concesse la chiesa e l'ex convento al Pontificio Seminario Romano. L'8 dicembre 1907, dopo anni di abbandono, la chiesa venne riaperta al culto ed affidata all'Associazione Popolare dell'Immacolata; due anni dopo si procedette ad un restauro dell'interno e in particolare dell'abside.

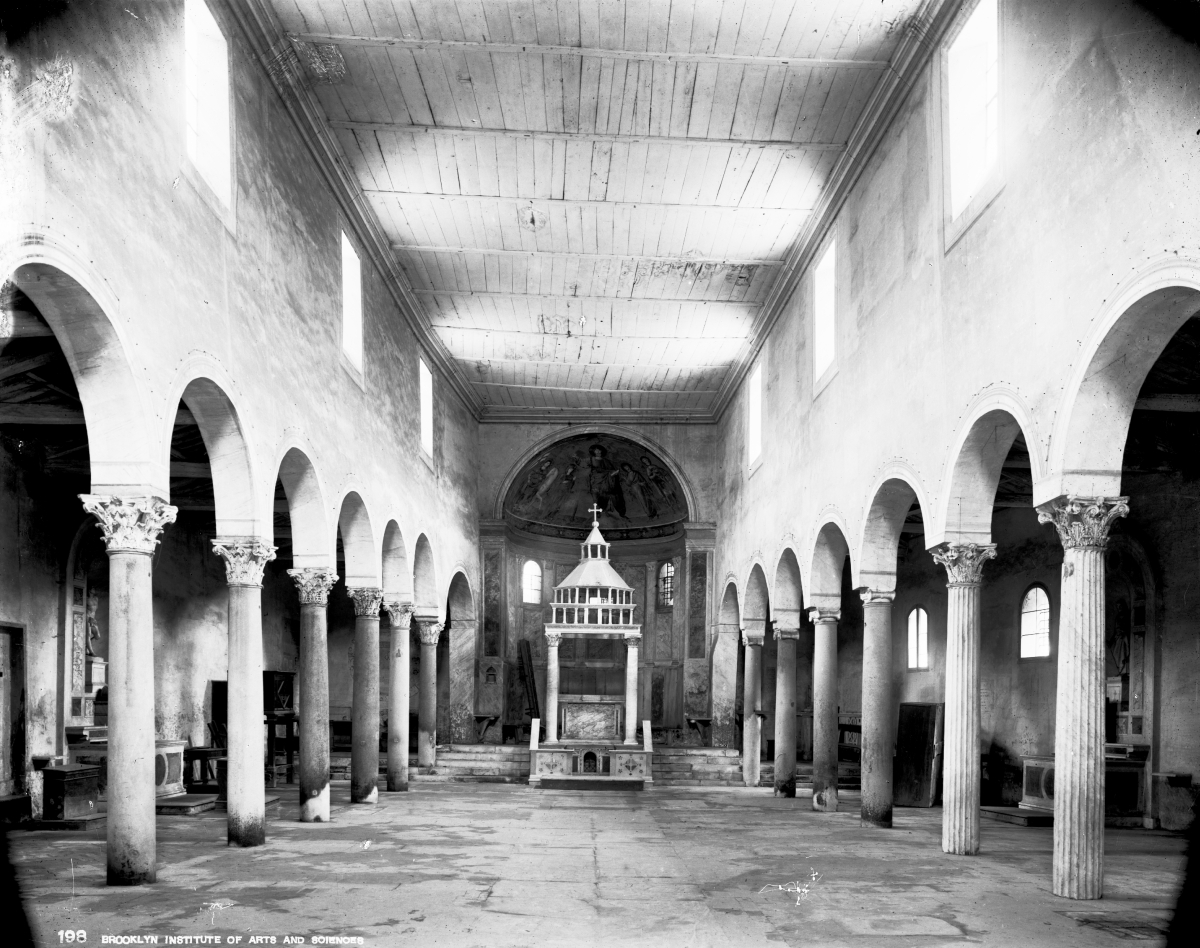
L'interno in una fotografia di William Henry Goodyear del 1895, antecedente ai restauri di Antonio Muñoz del 1923-1926.

Nel 1923 divenne cardinale diacono di San Giorgio in Velabro Luigi Sincero, il quale promosse un intervento di consolidamento e ripristino di un aspetto quanto più possibile simile a quello medioevale mediante la demolizione delle superfetazioni successive, secondo l'uso inaugurato da Giovanni Battista Giovenale nel radicale restauro della vicina basilica di Santa Maria in Cosmedin del 1896-1899. I lavori furono affidati ad Antonio Muñoz (che già aveva operato analogamente nelle basiliche romane dei Santi Quattro Coronati nel 1912-1914, e di Santa Sabina nel 1914-1918) e terminarono nel 1926: furono ripristinate le finestre del cleristorio del IX secolo, demoliti gli altari laterali e la sacrestia ottocentesca, aperte le finestre tamponate del campanile, e venne rifatta la decorazione parietale dell'abside; inoltre, scavando sotto il pavimento dell'aula (che venne abbassato di due gradini), furono rinvenuti «vari resti di strutture murarie antecedenti alla costruzione della chiesa ed un muro parallelo alle colonne della navata destra [...] individuato come la fondazione della schola cantorum» e di una piccola abside semicircolare davanti all'attuale presbiterio, in asse con l'originario ingresso della chiesa che era spostato a sinistra rispetto all'attuale. Nell'agosto 1941 si installarono nel convento di canonici regolari crocigeri che vi trasferirono il loro collegio internazionale, essendo loro affidata la cura della chiesa di San Giorgio già dal 1922, anno in cui avevano aperto la loro casa romana. Nuovi restauri conservativi della chiesa furono condotti dalla Soprintendenza ai monumenti del Lazio nel 1956 e nel 1962.
All'interno della chiesa vennero girate alcune scene del film statunitense L'uomo venuto dal Kremlino di Michael Anderson (1968), nella quale essa fu adibita a dormitorio per i cardinali riuniti in conclave.

### L'attentato del 1993 e la ricostruzione

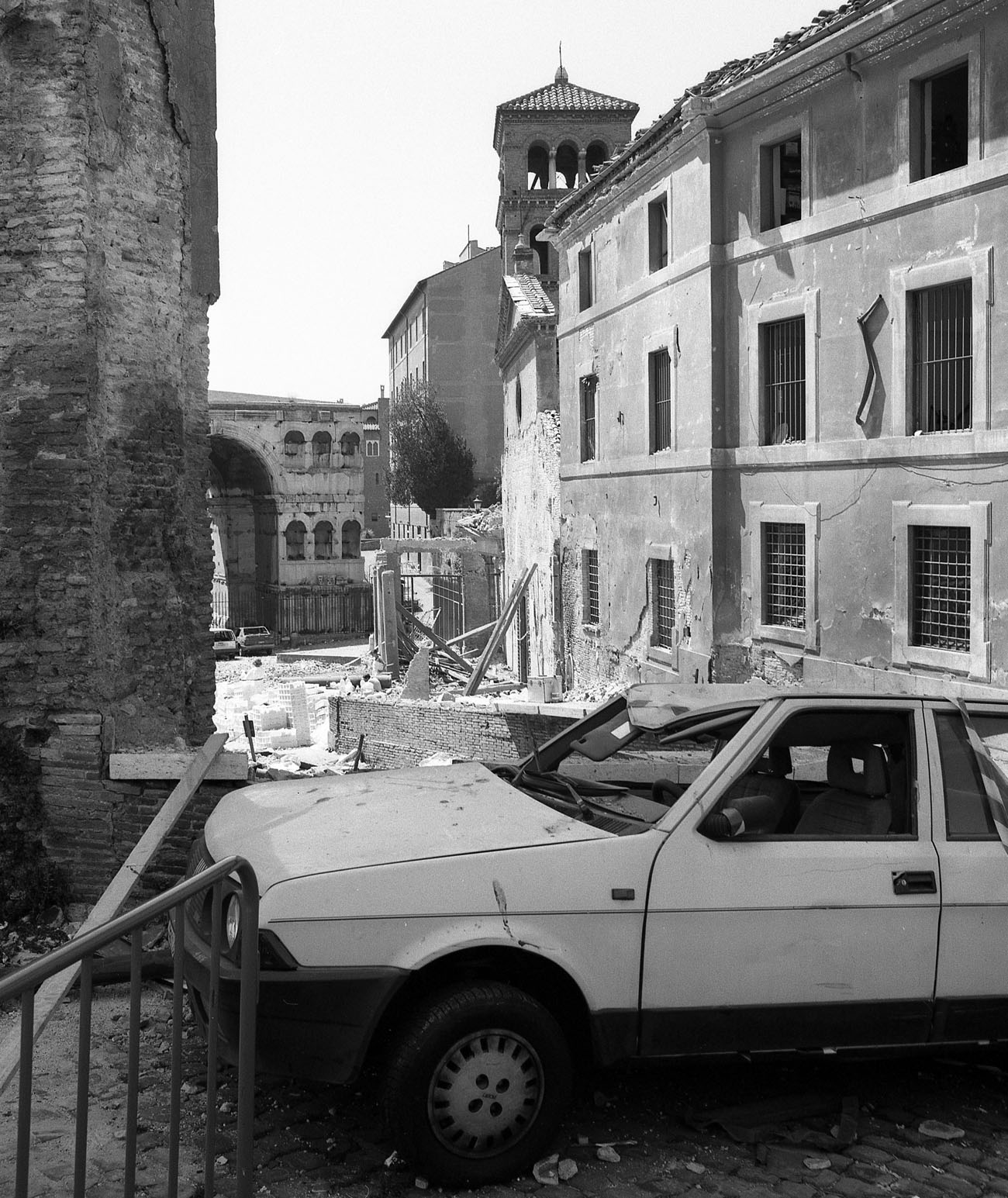
La chiesa dopo l'attentato del 27-28 luglio 1993

Nella notte tra il 27 e il 28 luglio 1993, alle ore 00.08, la chiesa fu oggetto di un attentato, un'esplosione dovuta ad un'auto bomba parcheggiata nei pressi della facciata, carica di circa 100 kg di esplosivo, che ha causato il crollo quasi totale del portico antistante la chiesa (del quale rimasero in piedi soltanto il pilastro di sinistra e le tre colonne ad esso più vicine,) l'apertura di una larga breccia sul prospetto principale, danni agli intonaci e agli affreschi interni, nonché il danneggiamento del controsoffitto e dissesti statici alle strutture murarie della chiesa, del campanile e all'annesso convento. Contemporaneamente vi fu un'altra esplosione a San Giovanni in Laterano, presso la facciata settentrionale del transetto. Complessivamente i due attentati provocarono 22 feriti e saranno successivamente addebitati a Cosa Nostra, inquadrati in quel periodo che fu definito dagli inquirenti "le stragi del '93": una delle possibili spiegazioni, in ordine all'individuazione degli obiettivi, è stata che potesse trattarsi di un'intimidazione nei confronti dei massimi esponenti istituzionali dell'epoca, i Presidenti delle due Camere del Parlamento Giovanni Spadolini e Giorgio Napolitano. Nel primo pomeriggio del 28 luglio papa Giovanni Paolo II visitò ambedue i siti colpiti da esplosioni.
Il restauro fu condotto con la tecnica dell'anastilosi. Esso riguardò in primis la ricostruzione del portico, del quale fu scrupolosamente ripristinato l'aspetto antecedente al crollo. Degli archi in mattoni collocati originariamente sulla trabeazione del portico, fu possibile recuperare quello centrale, il meglio conservato, attraverso una complessa opera di consolidamento e di ingabbiatura. Furono quindi recuperati tutti gli elementi d'ornato, capitelli ionici, fasce decorate dei pilastri, trabeazione marmorea, e ricomposto un lacerto di affresco altomedievale, scoperto negli anni 1920. Nell'opera di ricostruzione vennero impiegati, per le superfici esterne del portico, tutti i mattoni di recupero; all'interno furono utilizzati mattoni nuovi fatti a mano dello stesso tipo e dimensione di quelli antichi, con apposta la data della loro collocazione. Anche le coperture a tetto della chiesa il cui stato fatiscente aveva provocato copiose infiltrazioni d'acqua già prima dell'attentato, furono accuratamente restaurate. Nel campanile vennero effettuati rinforzi con l'aggiunta di catene, dunque si procedette alla pulitura e alla reintegrazione delle parti mancanti. L'interno della chiesa venne restaurato, provvedendo alla ricostruzione della breccia aperta dalla bomba sulla facciata e alla ricomposizione e alla originaria ricollocazione dei reperti di età classica ed alto-medievale, particolarmente significativi per la storia del monumento. Al termine dei lavori, la chiesa venne riaperta il 6 luglio 1996 alla presenza del presidente della Repubblica italiana Oscar Luigi Scalfaro.

## Descrizione

### Architettura

Pianta.

La chiesa di San Giorgio in Velabro, esattamente orientata lungo l'asse sud-nord, presenta una struttura con tre navate delle quali solo la centrale termina con un'abside semicircolare leggermente a ferro di cavallo, senza transetto. Tali caratteri, insieme all'uso delle capriate lignee a vista e del laterizio, nonché alle scelte in ambito decorativo, sono riscontrabili nella maggioranza delle chiese costruite a Roma tra il XII e il XIII secolo, prive dell'articolazione e dell'originalità degli edifici di culto coevi e precedenti sorti in Toscana, Lombardia, Francia e Inghilterra. Pur non essendovi navata trasversa, si può riscontrare un «esplicito richiamo alla forma della croce» nell'intersezione tra l'asse longitudinale e quello che unisce i due ingressi laterali, posti a metà delle navate, simbolico richiamo alla croce presente anche in altre chiese romane, sia dotate di transetto come San Nicola in Carcere, sia prive di esso come Santa Prisca e Santi Nereo ed Achilleo. Inoltre, le colonne che dividono le navate sorreggono non una trabeazione continua ma una serie di arcate a tutto sesto, analogamente alle basiliche di Santa Cecilia in Trastevere, San Marco e Santa Maria in Domnica, tutte edificate in epoca carolingia, la stessa in cui venne ampliata San Giorgio in Velabro.
La pianta è fortemente irregolare: l'aula, di forma trapezoidale, presenta in corrispondenza della parete di fondo un notevole restringimento rispetto alla facciata; le pareti perimetrali non sono diritte, tanto che un brusco restringimento caratterizza la navata di destra a partire dalla metà circa, mentre l'altra presenta una maggiore regolarità. Le arcate di divisione delle navate non hanno né altezza, né luce costanti e l'abside non è in asse con l'ingresso, ma segue l'inclinazione della parete di fondo della navatella sinistra. L'accentuata irregolarità della pianta è stata descritta da Richard Krautheimer come dovuta alla presenza e al riutilizzo di strutture precedenti alla chiesa, divergenti fra di loro ed unite all'atto di realizzare l'attuale edificio che tuttavia, al momento del completamento come adesso, si presenta come uniforme. Tale irregolarità non può essere pertanto ascrivibile in alcun modo ad un eventuale tentativo di aumentare la profondità della chiesa tramite un gioco prospettico.
L'attuale aspetto chiesa di San Giorgio in Velabro, ad esclusione delle aggiunte successive, è complessivamente riconducibile al restauro ed ampliamento dell'epoca di Gregorio IV (827-844) sia per alcune tecniche costruttive (come la muratura in mattoni, le dimensioni delle finestre e l'irregolarità della pianta, tutte riscontrabili in basilica di Santa Maria Nova), sia per alcuni elementi decorativi (come i cancelli, analoghi a quelli di Santa Maria in Trastevere e Santa Sabina), tutti riscontrabili in edifici del IX secolo.

### Esterno

#### Facciata e portico

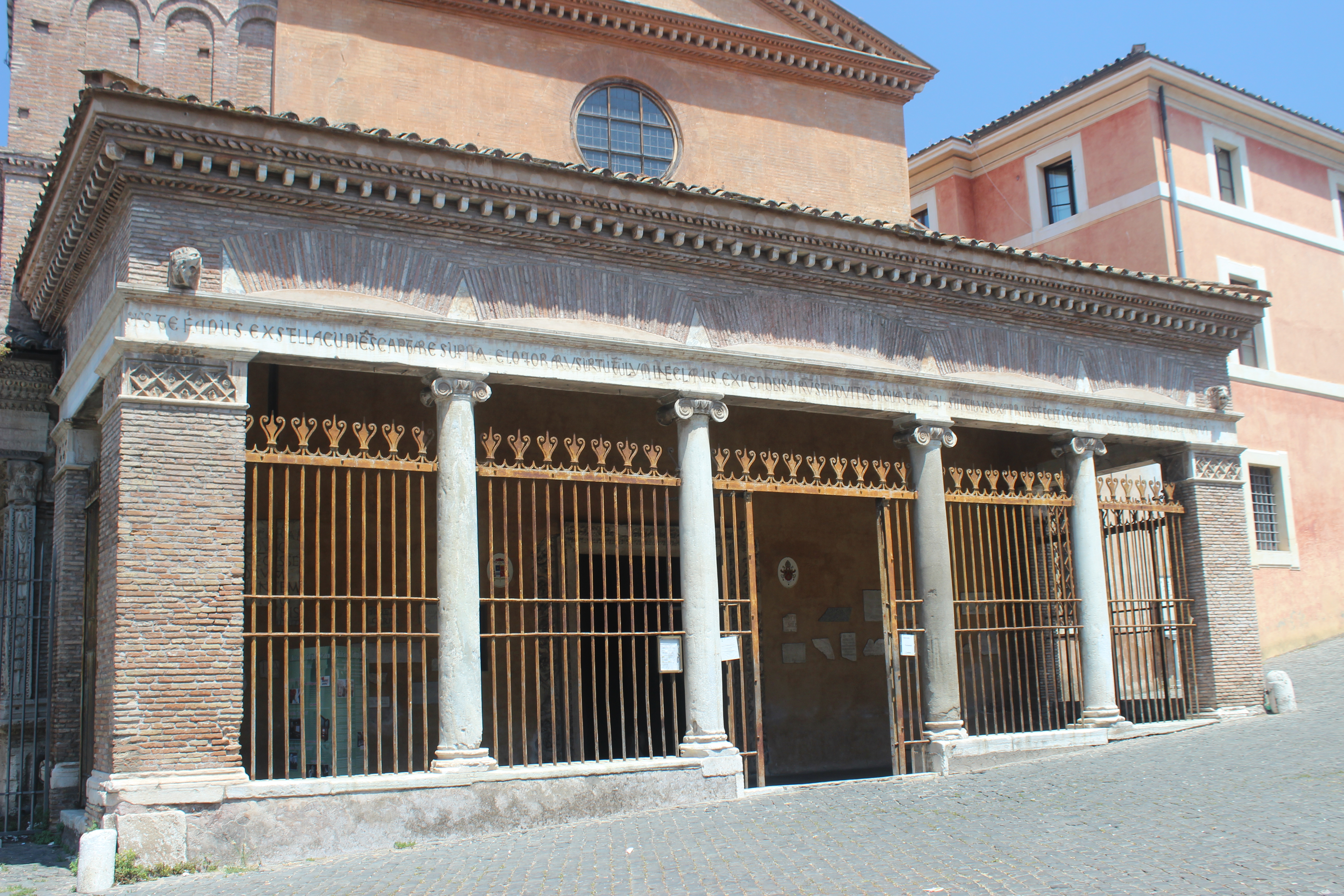
Il portico.

La facciata della chiesa è a salienti ed è preceduta dal portico, ricostruito nelle forme antiche dopo l'attentato del 1993. Esso era stato edificato nel XIII secolo, dono del priore Stefano [Di] Stella:
(Iscrizione dell'architrave del portico)
Il portico, che originariamente era a sei campate (ridotte alle cinque attuali con la demolizione della prima di destra sotto papa Clemente IX), presenta una forte analogia con quelli delle basiliche romane di San Lorenzo fuori le mura, San Lorenzo in Lucina e dei Santi Giovanni e Paolo, della chiesa dei Santi Vincenzo e Anastasio alle Tre Fontane e della concattedrale di San Cesareo a Terracina: come quest'ultimi è costituito da un architrave marmoreo continuo sormontato da una serie di archi di scarico in laterizio, e sorretto da quattro antiche colonne poggianti su un basamento in muratura (non presente solo in corrispondenza dell'ingresso principale), con capitelli ionici appositamente realizzati secondo i modelli romani; i fusti, di spoglio, sono rispettivamente in cipollino (prima a sinistra), marmo bianco (seconda e quarta) e granito grigio (terza). Le due teste di leone in marmo poste alle estremità del prospetto potrebbero esser appartenute, secondo Antonio Muñoz, a due sculture originariamente poste ai lati del portale. Ai due angoli il portico presenta altrettanti pilastri quadrangolari in mattoni, ornati nella parte superiore con lastre marmoree scolpite con un motivo a losanghe con rosette ornamentali; la medesima decorazione è presente anche sui semipilastri addossati alla facciata. La cancellata fu donata dal cardinale diacono Giuseppe Renato Imperiali nel 1704 ed era originariamente sormontata dallo stemma di questi. La pavimentazione del portico è frutto dei restauri del 1923-1926 ed è in mattoni; all'estremità sinistra è possibile vedere, ad una quota inferiore, un lacerto di quello originario in marmo.

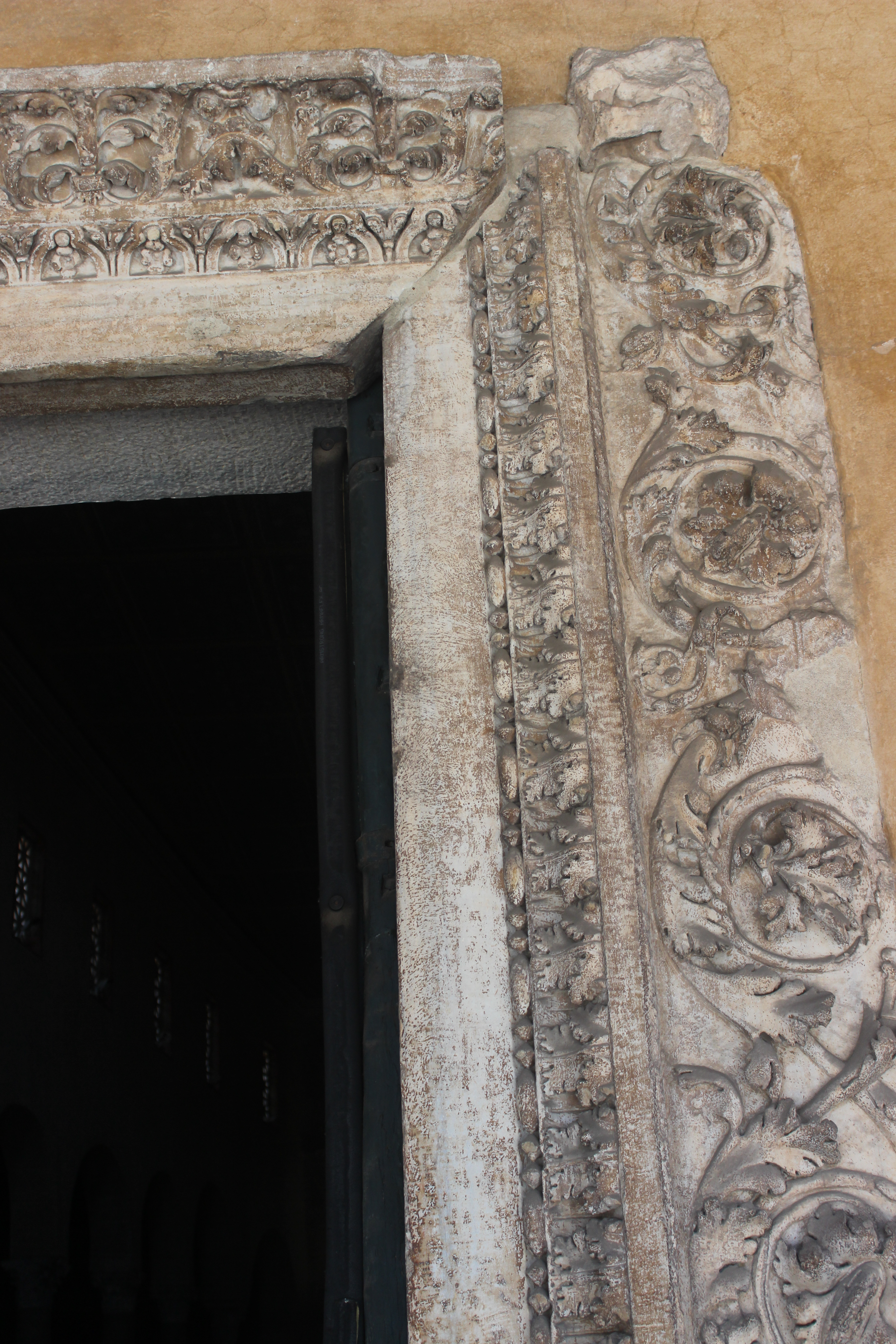
Particolare della cornice del portale.

L'unico portale d'ingresso della facciata è ornato con una ricca cornice, frutto dell'assemblaggio in epoca medievale di elementi di spoglio di epoca romana, scolpita a bassorilievo con girali d'acanto; i battenti lignei in legno di castagno e pioppo, del XII secolo. La parte inferiore della facciata è interamente intonacata; tale rivestimento cela i segni di aperture tamponate, presenti nella muratura sottostante e non visibili, tra i quali quello, immediatamente alla sinistra del portone, del portale del VII secolo, posto in asse con l'abside le cui fondazioni furono rinvenute sotto il pavimento della navata centrale durante i restauri novecenteschi; alcune finestre murate rettangolari, di varie dimensioni e poste a livelli differenziati, sono state rintracciate nel prospetto della chiesa. Sulla parete sono murati numerosi frammenti marmorei di diversa epoca tra i quali, in alto a sinistra, alcuni stralci dell'iscrizione dedicatoria dell'arco di Giano.
La parte superiore della facciata, corrispondente alla navata centrale, venne rifatta nel 1823 da Giovanni Azzurri; rivestita d'intonaco a finta cortina «richiesto dalla rozza fattura della muratura con cui è stata costituita», reca al centro il rosone circolare del XIII secolo (privato nel 1837 dell'antica cornice marmorea, esposta all'interno della chiesa) e termina, in alto, con un timpano triangolare con cornicioni in laterizio con mensole nel medesimo materiale, scialbate di bianco ad imitazione del marmo.
Sulla sinistra della facciata c'è una targa che ricorda l'altezza del livello raggiunto in quel punto dalle acque del Tevere nella inondazione del 1870.

#### Campanile

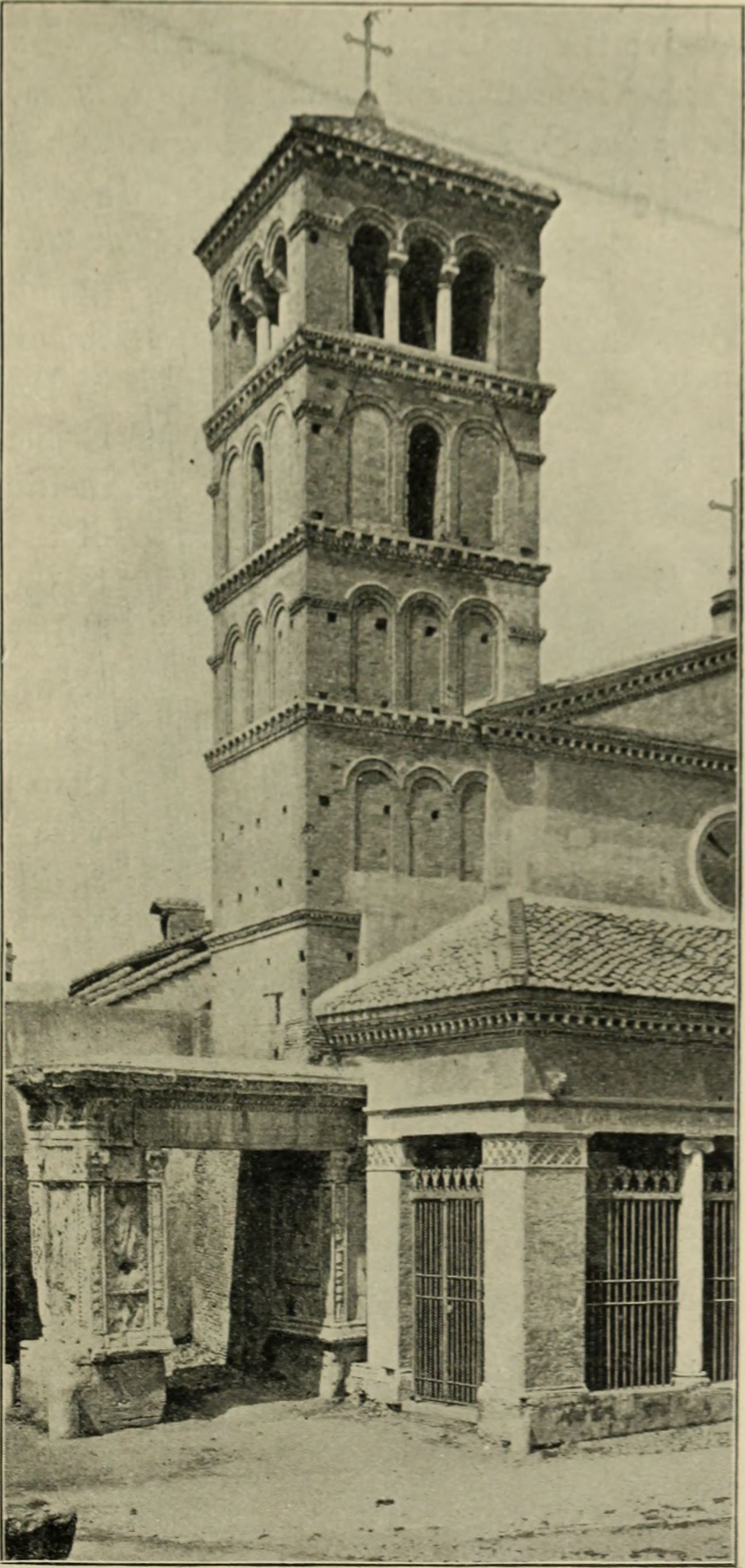
Il campanile e l'arco degli Argentari in una fotografia del 1901.

Il campanile è situato al di sopra della prima campata della navata laterale sinistra, secondo un uso (quello di far insistere la torre campanaria su una delle navatelle) molto frequente tra la fine dell'XI secolo e il XIV, dettato da criteri di economia di spazio. Documentato per la prima volta nel 1259 e forse risalente anche alla seconda metà del XII secolo, venne edificato prima del portico che risulta addossato alla torre, la quale a sua volta poggia in parte sull'arco degli Argentari; lo stile è romanico e risente di influssi lombardi.
La torre, la cui base è costituita da un quadrilatero irregolare, si eleva per cinque ordini separati da cornicioni in laterizio con mensole marmoree di spoglio, come sono di reimpiego anche le colonnine delle trifore, con capitelli a stampella appositamente realizzati. Il basamento, interamente inglobato nelle strutture murarie della chiesa e del portico, è privo di aperture verso l'esterno; l'ordine ad esso immediatamente superiore, invece, presenta tre monofore a doppia ghiera sul lato anteriore, tutte tamponate; sono ugualmente chiuse le analoghe finestre dell'ordine mediano, che però sono decorate con una doppia ghiera e sono presenti anche sulle altre facce della costruzione; lo stesso schema è riproposto al piano superiore, dove però le finestre furono aperte tutte solo nel XIX secolo; la cella campanaria, invece, si apre su ogni lato con una trifora. La parte superiore del campanile, caratterizzata da un diverso paramento murario rispetto agli altri, potrebbe essere frutto di una ricostruzione del XVI secolo - oltre a quella parziale ottocentesca - probabilmente in seguito al fulmine che avrebbe danneggiato la torre durante il pontificato di papa Clemente VI (1342-1352); tale ipotesi sarebbe suffragata anche dall'anomalia costituita dal fatto di avere tutte finestre dello stesso tipo (trifore o comunque monofore affiancate a gruppi di tre), rarità riscontrabile solo nei campanili medievali di Santa Cecilia in Trastevere a Roma (eretto tra la fine del XII secolo e gli inizi del XIII) e di San Paolo a Genazzano. Il campanile di San Giorgio in Velabro ospita un'unica campana, fusa dalla ditta Lucenti nel 1824.
Alla sinistra della base del campanile e in essa parzialmente inglobato, è l'arco degli Argentari, eretto nel 204 in onore dell'imperatore romano Settimio Severo e dei suoi familiari dalla corporazione degli argentari; esso costituiva uno degli ingressi al Foro Boario.

#### Fiancate e abside
La fiancata della navata destra della chiesa di San Giorgio in Velabro, rivolta verso il giardino del convento e da esso isolata tramite un'intercapedine realizzata per arginare le infiltrazioni dovute alla differente quota del cortile rispetto al piano di calpestio dell'edificio di culto, si configura come un palinsesto dei numerosi interventi che, nel corso dei secoli, hanno interessato la chiesa. La porzione muraria più antica, corrispondente alla parte inferiore della parete in corrispondenza della terza e quarta campata, risulterebbe infatti esser stata realizzata nel primo lustro del III secolo riutilizzando mattoni più antichi; sarebbe invece del IX secolo, periodo al quale apparterrebbero anche le finestre quadrangolari tamponate caratterizzate ciascuna da essere sormontata da un arco di scarico, il resto del muro, ad eccezione della sezione relativa all'ingresso laterale, ascrivibile ad un rifacimento del XII-XIII secolo. I quattro contrafforti, di varie dimensioni, sono di epoca successiva. Sono visibili anche tracce di due porte di epoca diversa, e le monofore ad arco riaperte durante i restauri del 1923-1926, che danno luce alla chiesa.
La fiancata della navata sinistra, invece, risulta rivestita da uno spesso strato d'intonaco che non la rende leggibile; come nella navatella opposta, a metà della sua lunghezza si apre un portale laterale. Al di sopra della copertura si sviluppano tre archi rampanti realizzati nel 1824 a sostegno della navata centrale, lo stesso anno in cui il vicolo che costeggiava la chiesa su questo lato venne interdetto al transito e sbancato per isolare il più possibile l'edificio dalla terra.
L'abside risale al rifacimento del IX secolo ed interamente in laterizi di reimpiego; essa è caratterizzata da un cornicione aggettante, anch'esso in mattoni, sorretto da una serie di mensole marmoree di spoglio di epoca romana, riccamente decorate con motivi vegetali e decorativi a rilievo.

### Interno

#### Aula

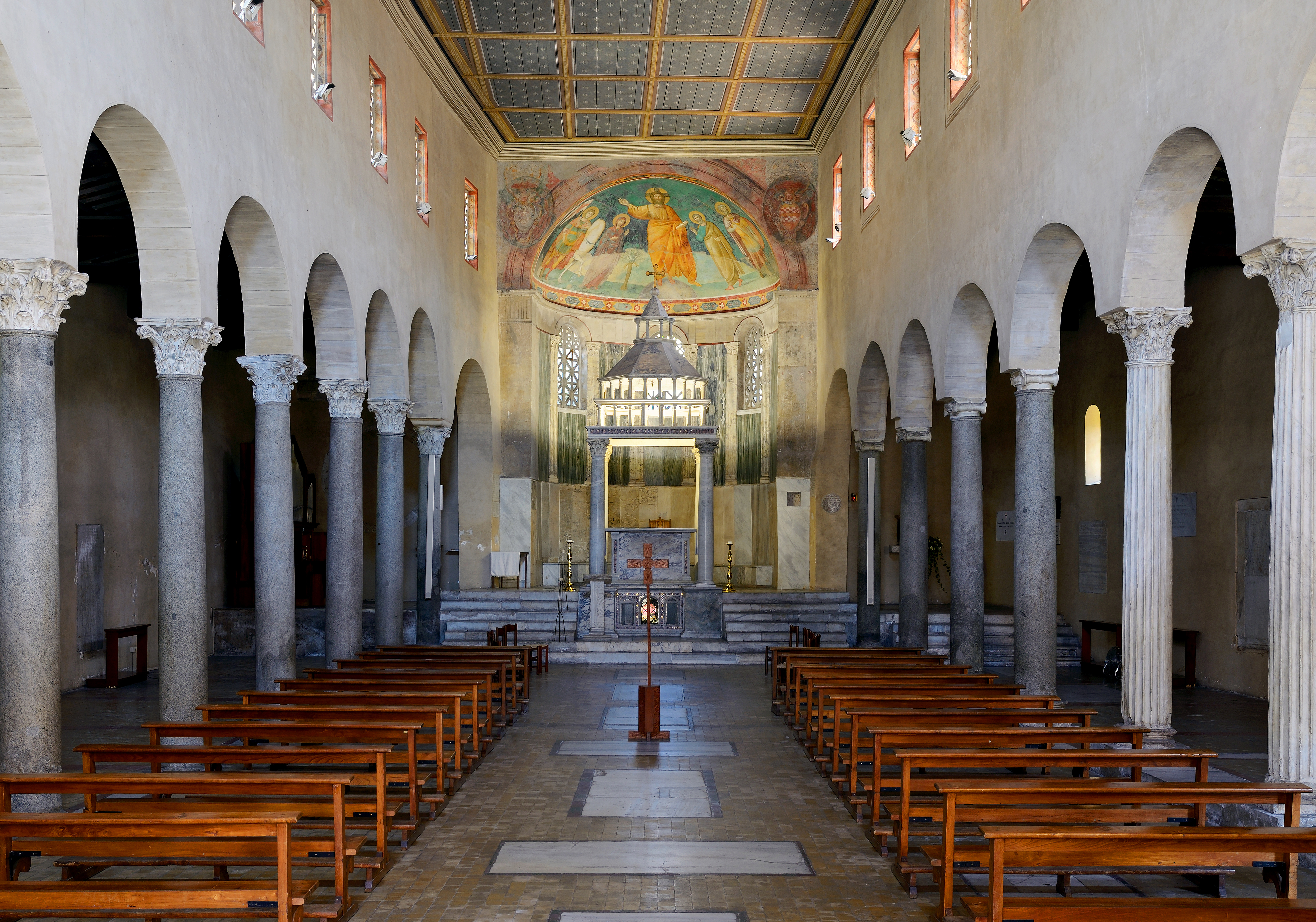
Interno.

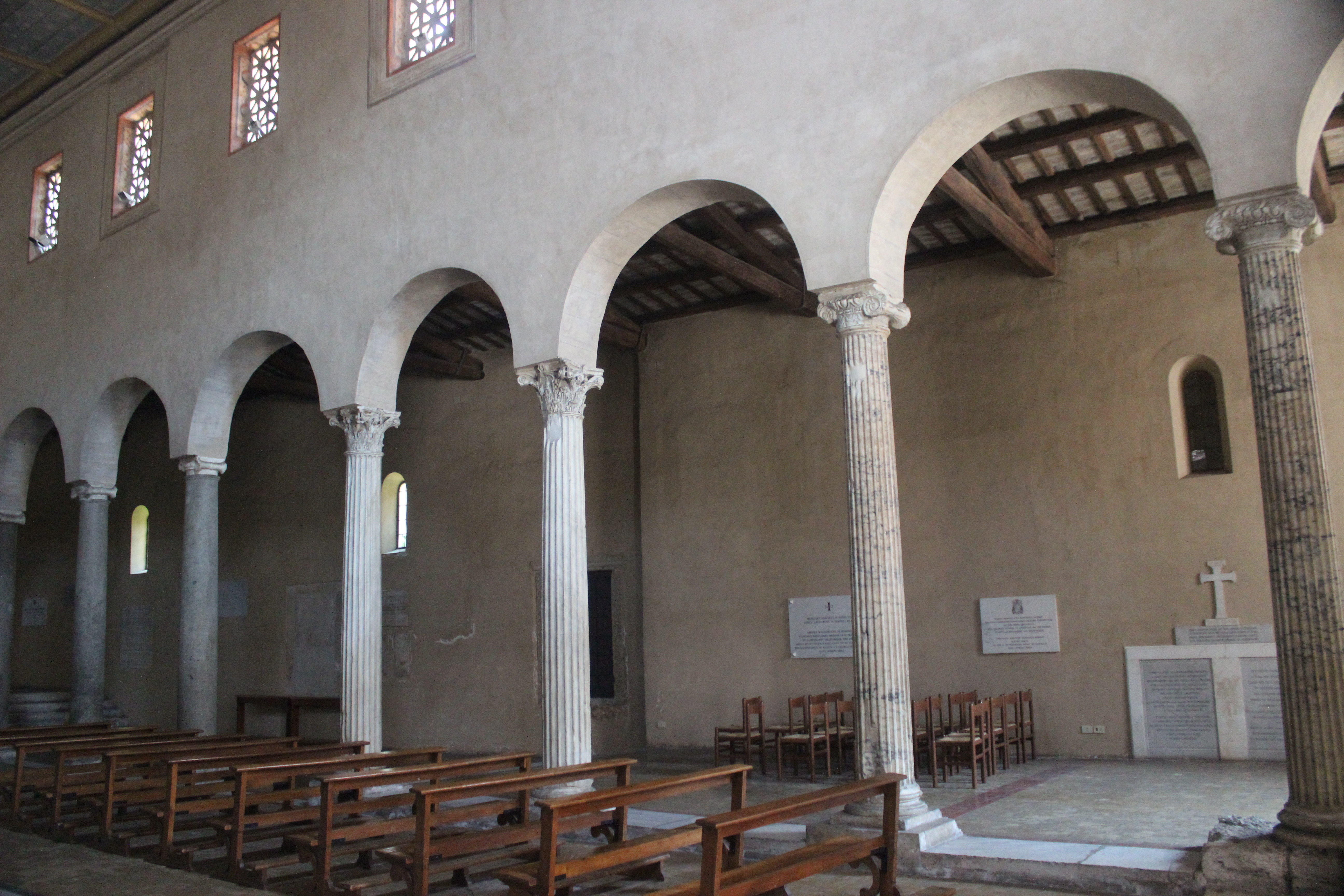
Colonnato e navata di destra.

Le tre navate sono separate da arcate a tutto sesto di varia grandezza, delle quali la prima di sinistra, in corrispondenza della campata sulla quale fu edificato il campanile, è tamponata; esse sono sorrette da colonne di spoglio di epoca romana, otto per lato; sono tutte in granito, ad eccezione delle prime due di destra (in pavonazzetto, scanalate) e della coppia seguente (in marmo bianco, anch'esse scanalate); i capitelli sono di varia epoca e fattura: corinzi del I-II secolo tutti quelli di sinistra (ad eccezione del quinto, che risale al V secolo e i primi quattro di destra, ionici di tipo tardo-paleocristiano i due successivi (l'uno con echino, l'altro con pulvino per compensare l'altezza del fusto), ionici di fattura più semplice gli ultimi due.
La navata centrale è illuminata da nove finestre rettangolari per lato, aperte durante i restauri del 1923-1926 scambiando l'analoga foggia di quelle settecentesche per l'originale (che invece era ad arco); il loro intradosso è ornato con dipinti a grisaille realizzati in base alle tracce di pitture preesistenti. Le aperture presentano transenne in cemento armato mescolato a polvere di granito con motivo a cancello, per le quali fu preso a modello un frammento antico murato in controfacciata. In luogo dei vetri, vi sono sottili lastre di selenite spatica. Le navatelle sono illuminate da monofore ad arco profondamente strombate (tre per ciascuna, delle quali la prima di destra è tamponata), aperte anch'esse in occasione dei restauri novecenteschi ripristinandone di più antiche. Il soffitto della navata centrale, in assi di legno, risale ai restauri del 1923-1926 ed è piano ad eccezione della sezione iniziale, nella quale è a botte ribassata per non occultare il rosone in controfacciata; esso è dipinto a riquadri con cornici ornate con motivi geometrici, e stelle bianche su sfondo carta da zucchero, probabilmente ispirato a quello messo in opera da Giovanni Battista Giovenale nella basilica di Santa Maria in Cosmedin alla fine del secolo precedente. Le navatelle, invece, presentano capriate lignee a vista; l'attuale inclinazione delle relative coperture è notevolmente meno accentuata rispetto a quella documentata tra i secoli XVI e XIX (come evidenziano le mensole marmoree che affiancano le finestre sulla parete esterna destra della navata centrale).
In controfacciata, tra il portale e il rosone, si trovano tre epigrafi: esse commemorano i restauri rispettivamente di Giuseppe Valadier del 1828 (a sinistra), di Giovanni Azzurri del 1837 (a destra) e del 1869 (al centro); i lavori diretti da Antonio Muñoz sono ricordati da una lapide posta a lato dell'ingresso. All'inizio della navata di destra, al di sotto di un'ampia finestra rettangolare, sono murati alcuni reperti antichi: tra due basse colonne, trovano luogo due transenne marmoree di epoca romana con motivo a cancello (rinvenute insieme alle prime durante i lavori ottocenteschi di rifacimento della facciata); più in alto, invece, un frammento di pluteo scolpito su ambo i lati, due bassorilievi con decorazione analoga a quelli che adornano i pilastri angolari del portico, e parte di una delle antiche transenne che chiudevano le finestre della navata centrale. Lungo le pareti delle navatelle si susseguono alcuni monumenti funebri di cardinali diaconi della chiesa; in quella di destra, poi, vi sono anche tre frammentarie lapidi tombali in versi greci, di epoca antica. Quest'ultima termina con un altare, sede della custodia eucaristica, la cui base presenta un'iscrizione del 1259 relativa alla donazione da parte del cardinale Pietro Capocci alla chiesa di San Giorgio, di alcuni terreni adiacenti al campanile. Nella parete di fondo della navata di sinistra, invece, è murata la cornice marmorea del rosone, ornata a bassorilievo.
Del ciclo pittorico del IX secolo che adornava le pareti delle navate laterali e che presumibilmente presentava scene della vita di san Giorgio e san Sebastiano, non resta che un brano di dimensioni ridotte rinvenuto nei restauri degli anni 1920 nella navata di sinistra, dirimpetto alla prima colonna, preservato nel corso dei secoli per il fatto che, per la costruzione del campanile, era stato coperto dal muro settentrionale del basamento della torre. Fortemente danneggiato nell'attentato del luglio 1993 e successivamente ricomposto, il frammento raffigura, su tre diversi registri, una teoria di santi (in basso), la scena in cui il cadavere di san Sebastiano venne gettato nella Cloaca Massima (al centro) e una fascia decorativa con tondi a finto marmo (in alto); a ciò potrebbe aggiungersi un velario ancora occultato dalla parete (l'affresco è visibile, infatti, tramite una stretta asola appositamente aperta nella base del campanile). A ridosso di detta parete sono murati vari reperti, tra i quali elementi appartenenti alla perduta schola cantorum, ed architrave con l'Annunciazione dell'angelo a Zaccaria.
Il livello del pavimento delle navate venne arbitrariamente stabilito durante i restauri del 1923-1926 ed è ad una quota nettamente inferiore rispetto a quello della strada antistante la chiesa, due gradini più in basso rispetto alla pavimentazione preesistente; quest'ultima risaliva presumibilmente al XVI secolo e non era semplicemente in cotto come l'attuale, ma presentava anche grandi guide in lastre di marmo. Sono tuttora visibili diverse delle ventisette lapidi tombali che in essa erano inglobate, di varie epoche e prevalentemente illeggibili, delle quali mantiene la sua collocazione quella del cardinale Romoaldo Guidi, situata all'ingresso del presbiterio.

#### Presbiterio e abside

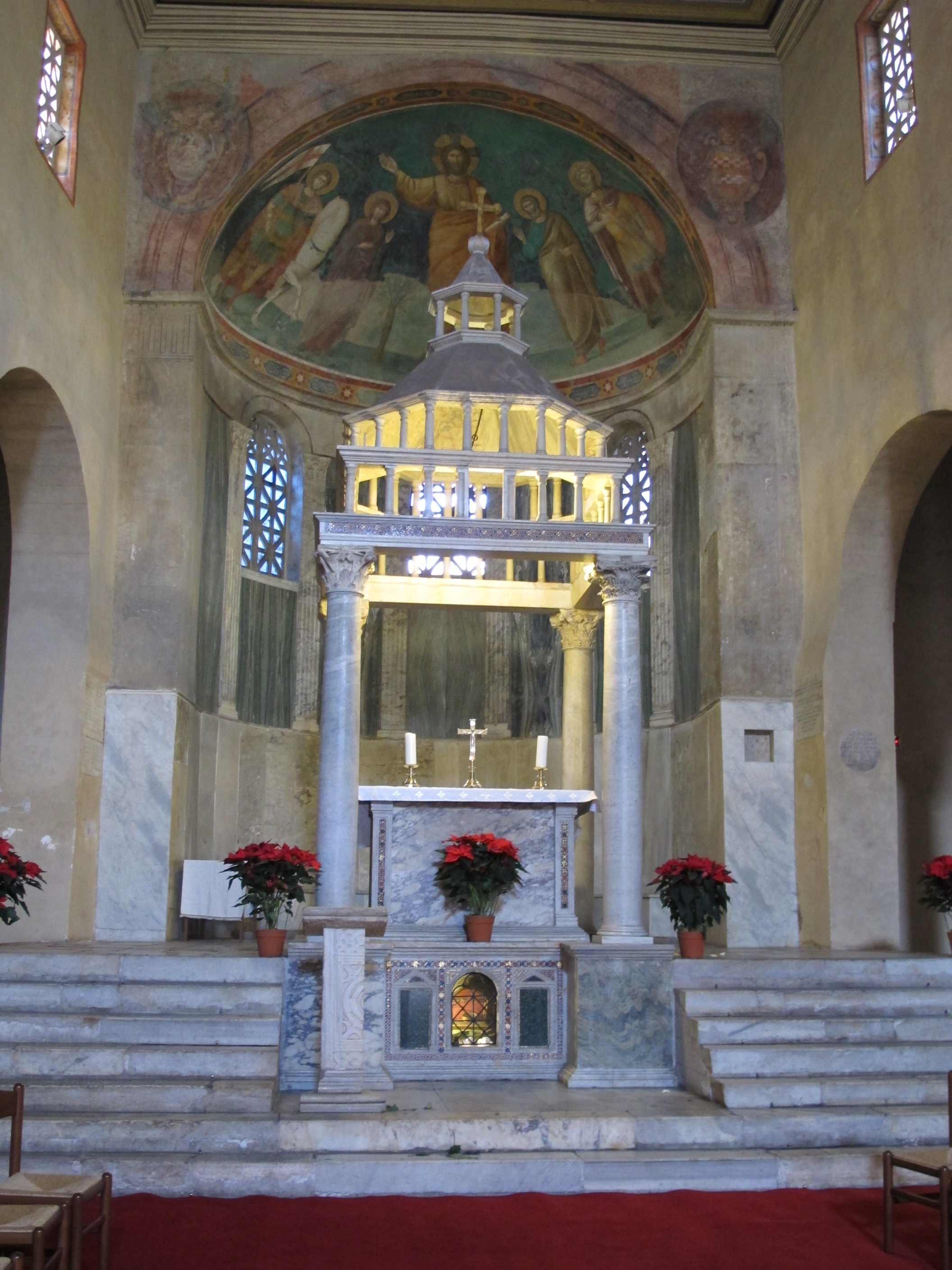
Il presbiterio e l'abside.

Si accede al presbiterio, che occupa l'ultima campata della navata centrale e l'abside, tramite una scalinata che, dopo i primi due gradini, si divide in due ai lati del ciborio, quasi a formare una confessione. Nell'ambito dei restauri diretti da Antonio Muñoz, fu rimossa la balaustra ottocentesca che delimitava l'area antistante l'altare maggiore, composta da plutei traforati in stile neopaleocristiano. La pavimentazione in opus sectile dell'area presbiterale, risalente ai restauri del IX secolo ed ampiamente rimaneggiata, presenta cinque grandi settori con un minuto motivo policromo a scacchiera, delimitati da guide marmoree; i tre anteriori presentano ciascuno una rota frammentata (quella centrale è in porfido rosso, le due laterali in marmo bianco).
La parete curva dell'abside, che fino ai restauri del 1923-1926 era affrescata a finto marmo, ripresenta la decorazione marmorea antica della quale si erano conservate alcune tracce: un alto zoccolo in marmo bianco (con seggio continuo nel medesimo materiale, privo però di una cattedra centrale, sostituita da una sede mobile in legno) ed un rivestimento in lastre di cipollino verde disposte "a macchia aperta", intervallate da slanciate lesene corinzie scanalate, i cui capitelli furono indicati da Antonio Muñoz come risalenti al VI secolo, che sorreggono l'alto architrave liscio, il cui profilo inferiore segue le arcate delle tre monofore; esse sono chiuse da transenne in cemento armato mescolato a polvere di granito, realizzate nel corso dei restauri del 1923-1926 con motivo a cancello analogo a quello delle antiche. Nel corso dei medesimi lavori, inoltre, furono rinvenute al di sotto della pavimentazione alcune tessere di mosaico appartenenti probabilmente alla perduta decorazione del catino absidale.

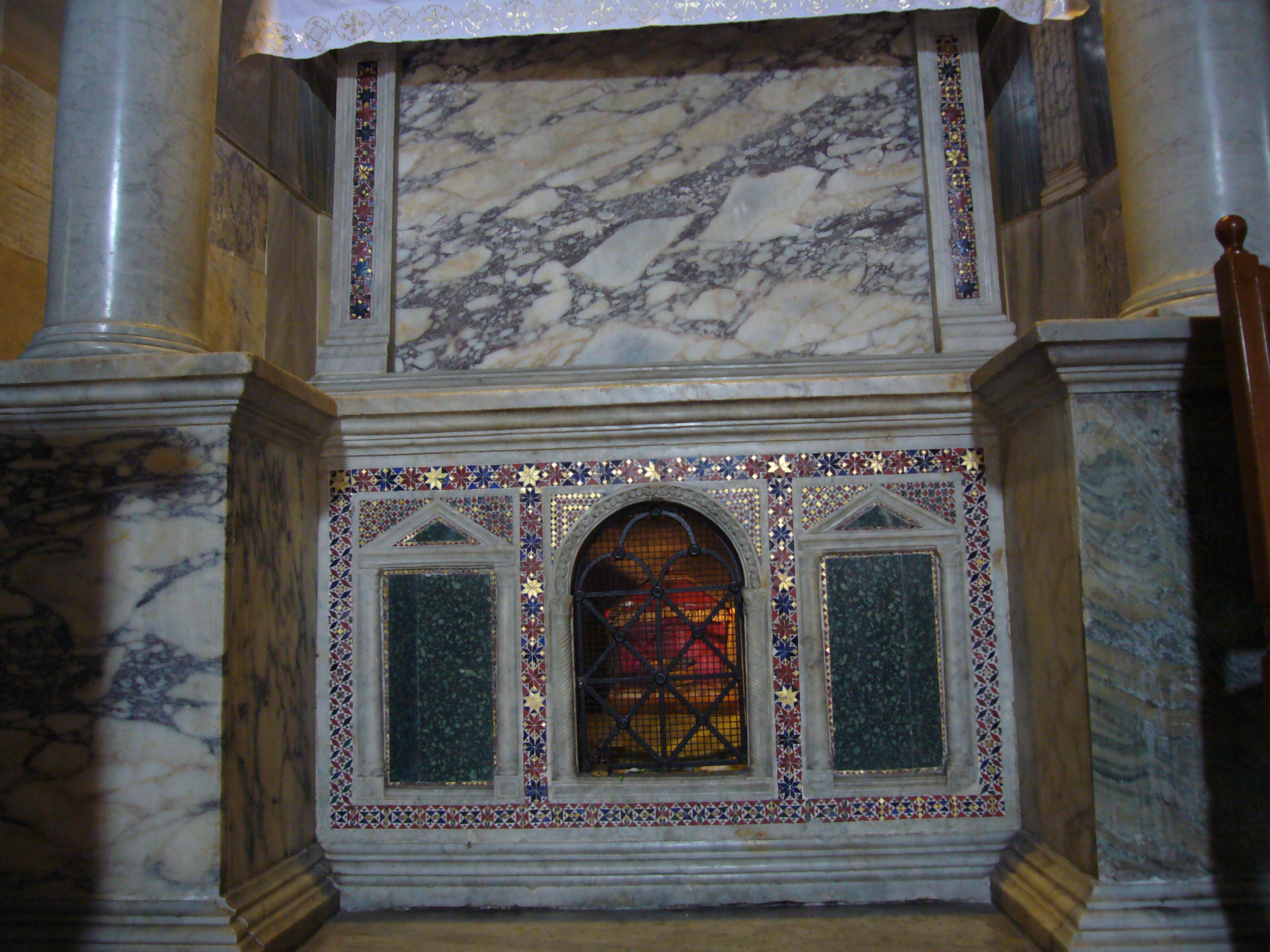
La fenestella confessionis.

L'altare maggiore è in marmo greco con, agli angoli, lesene ornate con mosaici cosmateschi; al di sotto di esso, tra gli alti plinti sui quali poggiano le colonne del ciborio rivolte verso la navata, vi è la fenestella confessionis, caratterizzata da un'apertura ad arco, posta tra due nicchie quadrangolari in marmo verde, e dalla decorazione musiva analoga a quella dell'altare. Le reliquie conservate al suo interno furono rinvenute al di sotto dell'altare nel 1774 e autenticate dall'allora cardinale diacono Antonio Casali. Il ciborio, della fine del XII secolo, era originariamente sorretto da quattro colonne in marmi preziosi: due di porfido verde antico sul lato anteriore, mentre verso l'abside ve n'erano una di granito egiziano e l'altra in nero antico; esse vennero rimosse nel 1787 con un rescritto di papa Pio VI dall'architetto Andrea Vici dallo scultore Giovanni Pierantoni, e sostituite con le attuali in marmo bianco. La struttura è analoga al ciborio della basilica di San Lorenzo fuori le mura (realizzato nel 1148 dagli scalpellini Giovanni, Pietro, Angelo e Sasso), con un cornicione (ornato da una fascia musiva solo sul lato anteriore) sormontato da una prima galleria su colonnine, ed una seconda a base ottagonale, con copertura a tronco di piramide completata da una lanterna. Il moderno ambone, dalla forma di un leggio, è stato realizzato accostando elementi di recupero, tra i quali un frammento di pluteo della schola cantorum.

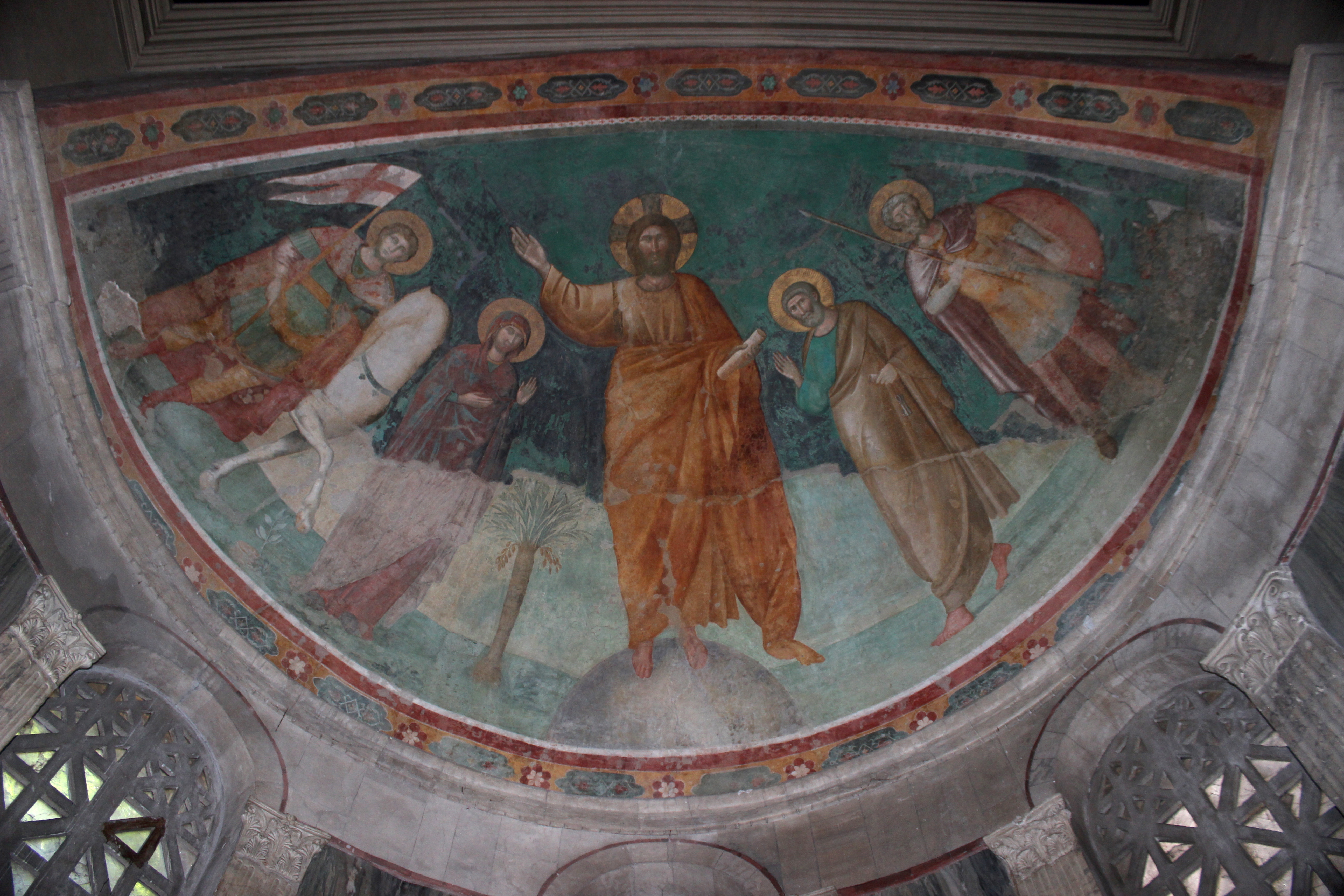
L'affresco nel catino absidale.

L'affresco del catino raffigura Gesù tra i santi Giorgio, Maria, Pietro e Sebastiano (la presenza sia di san Giorgio che di san Sebastiano è testimonianza del fatto che alla fine del XIII secolo era ancora viva l'intitolazione della chiesa ad entrambi i martiri, presente anche nel Liber Pontificalis). Per secoli attribuito a Giotto, è piuttosto da considerarsi opera di Pietro Cavallini il quale l'avrebbe realizzato non tanto, come tradizionalmente ritenuto, nel 1296 su commissione del nuovo cardinale diacono Jacopo Caetani degli Stefaneschi, ma per volere del suo predecessore Pietro Peregrossi, creato cardinale nel 1288. La composizione della scena è frutto della riproposizione in chiave tardo-duecentesca del mosaico absidale della basilica dei Santi Cosma e Damiano in Roma, del 530 circa, con forme morbide e vivacità cromatica: al centro vi è Cristo, in piedi su un'altura, che tiene un rotolo nella mano sinistra mentre con la destra compie il gesto dell'adlocutio; ai suoi lati, la Madonna e l'apostolo Pietro, mentre alle estremità vi sono i due titolari della chiesa, dei quali san Giorgio è raffigurato a cavallo, peculiarità probabilmente derivata dalla raffigurazione di san Tiburzio presente sul ciborio arnolfiano della basilica di Santa Cecilia in Trastevere (1293), qualora l'affresco della chiesa del Velabro fosse successivo a tale data.

#### Organo a canne
Non è testimoniata la presenza di alcun organo a canne prima dell'attuale, donato dal cardinale diacono Alfons Maria Stickler e costruito nel 1996 dalla ditta organaria neerlandese Pels & Van Leeuwen.
Si tratta di un organo positivo situato nell'ultima campata della navatella di sinistra, a ridosso della parete laterale; esso si articola in un unico corpo racchiuso entro una cassa lignea di fattura geometrica, con mostra composta da canne metalliche di principale disposte in due ali asimmetriche digradanti verso il centro. La consolle è a finestra e si apre al centro della parete anteriore della cassa; essa dispone di un'unica tastiera e pedaliera, con i registri azionati da pomelli su due file ai lati del manuale. Il sistema di trasmissione è integralmente meccanico e i registri sono in totale 6.